# Dolní Kožlí
Dolní Kožlí je malá vesnice, část města Vlachovo Březí v okrese Prachatice v Jihočeském kraji. Leží tři kilometry jihozápadně od Vlachova Březí. V roce 2011 zde trvale žilo patnáct obyvatel.

## Historie
První písemná zmínka o vesnici pochází z roku 1407. Na návsi stojí kaple z roku 1884. Nad osadou se údajně nacházelo pravěké hradiště. Probíhal zde základní výzkum (sondy), ale pravěké hradiště nebylo nepotvrzeno.

## Obyvatelstvo
| Rok            | 1869 | 1880 | 1890 | 1900 | 1910 | 1921 | 1930 | 1950 | 1961 | 1970 | 1980 | 1991 | 2001 | 2011 | 2021 |
| -------------- | ---- | ---- | ---- | ---- | ---- | ---- | ---- | ---- | ---- | ---- | ---- | ---- | ---- | ---- | ---- |
| Počet obyvatel | 102  | 92   | 98   | 80   | 74   | 99   | 76   | 54   | 59   | 42   | 20   | 12   | 20   | 15   | 31   |
| Počet domů     | 17   | 17   | 22   | 17   | 17   | 17   | 17   | 16   | 50   | 12   | 9    | 15   | 15   | 15   | 17   |

## Obecní správa
Při sčítání lidu v letech 1850–1879 Dolní Kožlí bylo osadou obce Dachov v okrese Prachatice. V letech 1880–1976 bylo samostatnou obcí v okrese Prachatice. Od 30. dubna 1976 do 30. června 1980 bylo částí obce Chlumany v okrese Prachatice. Od 1. července 1980 je částí města Vlachovo Březí v okrese Prachatice. Poté se Chlumany opět osamostatnily, ale Dolní Kožlí již zůstalo součástí Vlachova Březí. V letech 1880–1976 k obci patřily Dachov, Horní Kožlí a Mojkov.

## Galerie

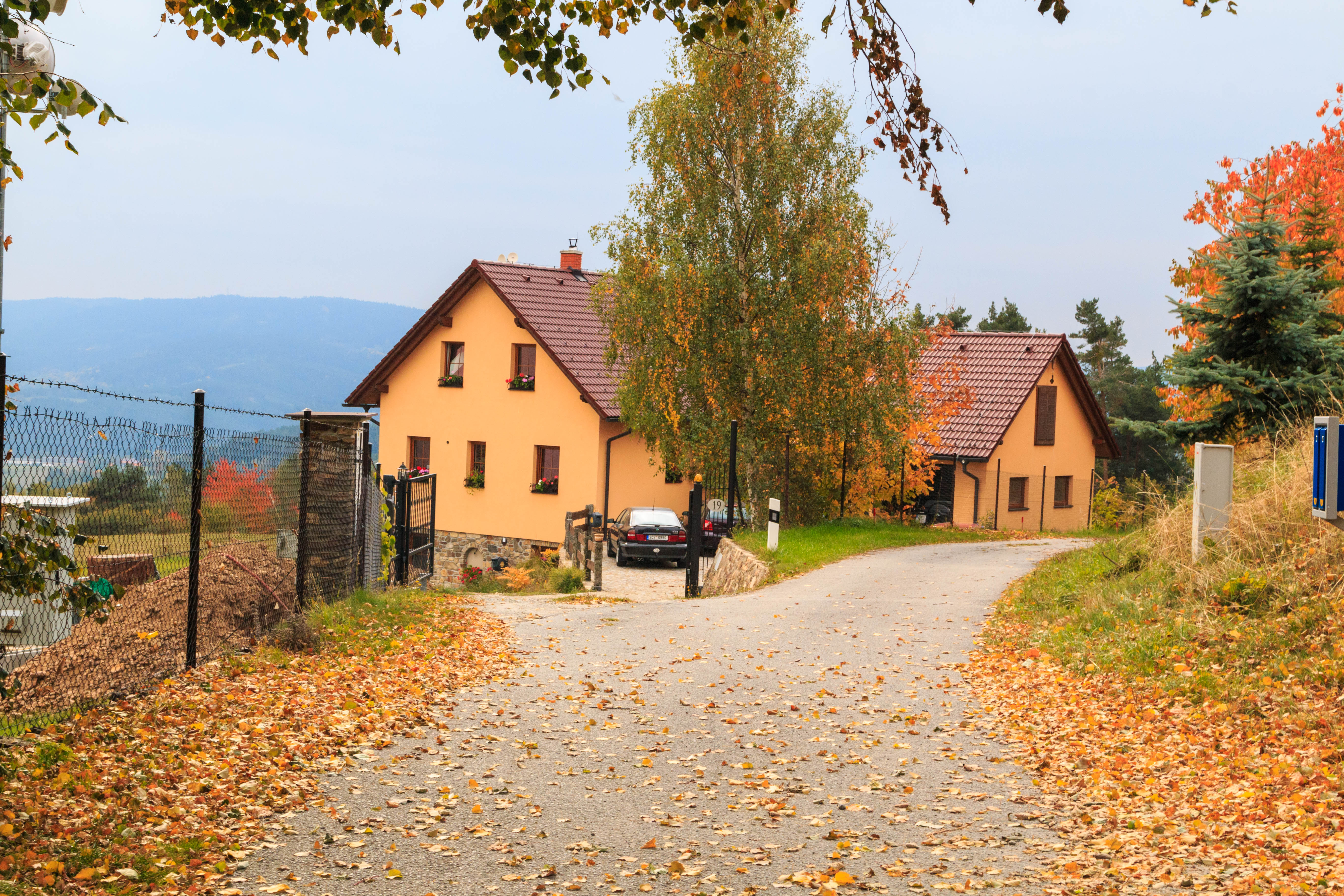
Dům čp. 6
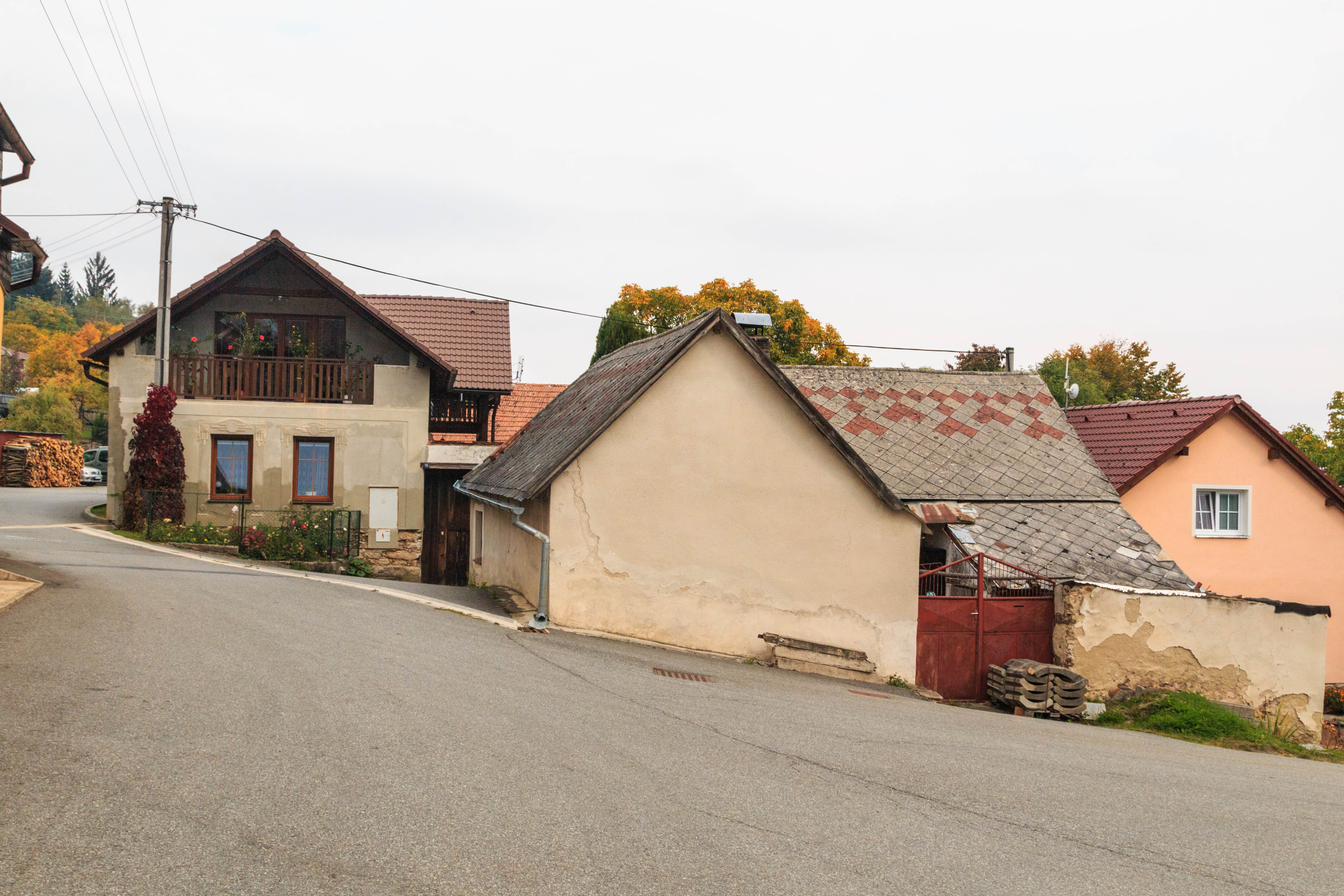
Dům čp. 2
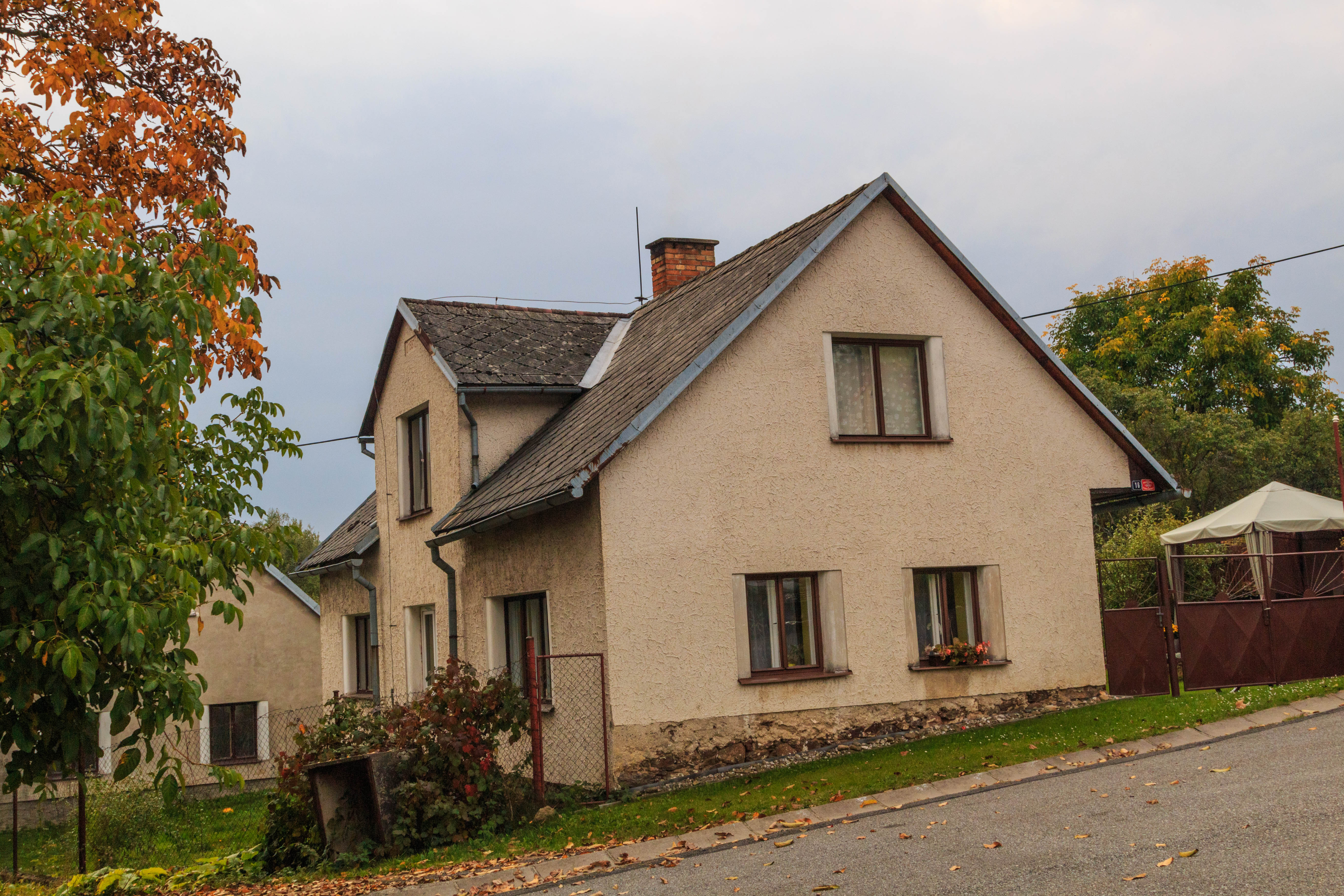
Dům čp. 18
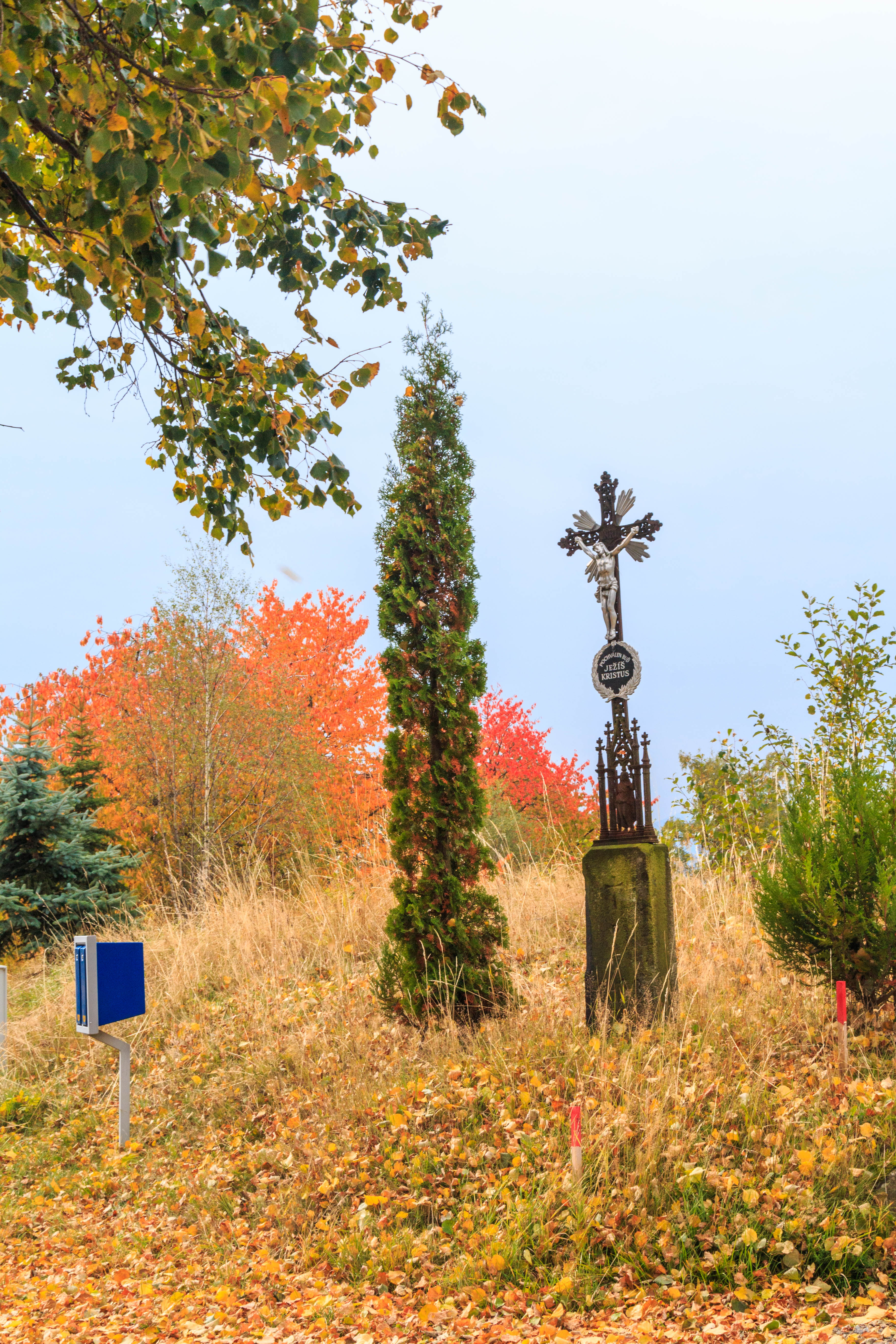
Křížek